# Franziskaner (öl)

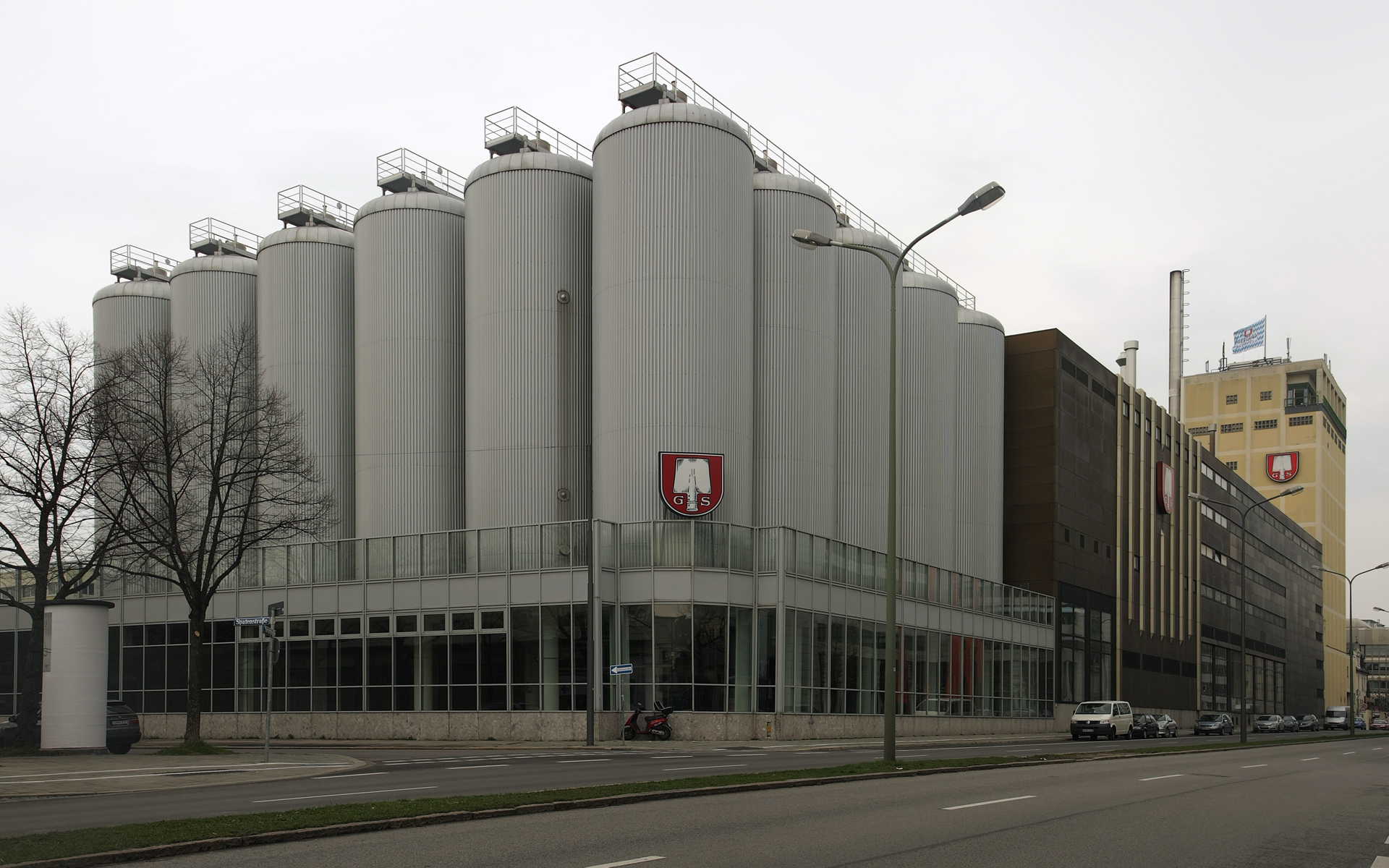
Spaten-Franziskaner

Franziskaner är ett tyskt öl av veteölstyp, Weissbier från München i tyska delstaten Bayern. Bryggeriet grundades redan 1363 och slogs år 1922 samman med Spaten till Spaten-Franziskaner-bryggeriet (ty. Spaten-Franziskaner-Bräu GmbH) som i sin tur ägs av Spaten-Löwenbräu-gruppen som i sin tur ägs av InBev. Franziskaner säljs i tre varianter av veteöl i Tyskland Hefe Weißbier (Ljus), Dunkles (mörkt) och sedan 2006 även som Alkoholfrei (Alkoholfritt) med blå etikett.
Franziskaner Hefe Weißbier är uppskattat av många för dess ovanligt höga andel vetemalt vilket ger ölet en fylligare smak än de flesta andra veteöl.